# ジロ・デ・イタリア 1968
ジロ・デ・イタリア 1968(Giro d'Italia 1968) は、自転車による競走である「ジロ・デ・イタリア」の51回目のレースである。1968年5月20日から6月12日まで、全22ステージで行われた。

## 結果
総合優勝のエディ・メルクスはポイント賞、山岳賞も制し三冠を達成したが、当大会史上初のことであった。

### 総合成績
|    | 選手名                   | 国籍     | 時間            |
| -- | ------------------------ | -------- | --------------- |
| 1  | エディ・メルクス         | ベルギー | 128時間42分27秒 |
| 2  | ヴィットリオ・アドルニ   | イタリア | +5分01秒        |
| 3  | フェリーチェ・ジモンディ | イタリア | +9分05秒        |
| 4  | イターロ・ツィリオーリ   | イタリア | +9分17秒        |
| 5  | ウイリー・バネスト       | ベルギー | +10分43秒       |
| 6  | ジャンニ・モッタ         | イタリア | +12分23秒       |
| 7  | ミケーレ・ダンチェッリ   | イタリア | +12分33秒       |
| 8  | フランコ・バルマミオン   | イタリア | +15分43秒       |
| 9  | フランシスコ・ビリャ     | スペイン | +16分59秒       |
| 10 | フランコ・ビトッシ       | イタリア | +19分02秒       |

### マリア・ローザ 保持者
| 選手名                 | 国籍     | 首位区間           |
| ---------------------- | -------- | ------------------ |
| チャールズ・グロスコス | フランス | プロローグ         |
| エディ・メルクス       | ベルギー | 第1-第2、第12-最終 |
| ミケーレ・ダンチェッリ | イタリア | 第3-第11           |

### 各部門賞結果
| 第51回 ジロ・デ・イタリア 1968 |                                      |
| 全行程                         | 22区間、3919.7km                     |
| 総合優勝                       | エディ・メルクス 85時間24分14秒      |
| 2位                            | ヴィットリオ・アドルニ +5分01秒      |
| 3位                            | フェリーチェ・ジモンディ +9分05秒    |
| ポイント賞                     | エディ・メルクス 198ポイント         |
| 2位                            | フランコ・ビトッシ 138ポイント       |
| 3位                            | ミケーレ・ダンチェッリ 134ポイント   |
| 山岳賞                         | エディ・メルクス 340ポイント         |
| 2位                            | フリオ・ヒメネス 180ポイント         |
| 3位                            | ジャンカルロ・ポリドーリ 140ポイント |